# Quoya atriplicina
Quoya atriplicina là tên của một loài cây thuộc họ hoa môi và là loài đặc hữu của phía tây nước Úc. Chúng mọc thành từng bụi, lá được phủ một lớp lông nên trông chúng xám xịt. Lá của chúng có hình elip rộng hoặc gần như tròn. Hoa có hình ống màu hồng và có đốm màu tím ở bên trong.
Quoya atriplicina là một loại cây bụi với nhiều cành, mọc đến độ cao 1-2,5 m (3–8 ft) và có những nhánh cây phủ đầy lông ngắn, xám. Những chiếc lá có hình elip rộng đến gần như tròn, dài 1–2 cm (0.4–1 in).
Chúng mọc trên các bãi cát chủ yếu ở giữa Geraldton và vịnh Shark ở các khu vực sinh vật học Carnarvon, Geraldton Sandplains và Yalgoo.
Quoya atriplicina được phân loại là "không bị đe dọa" bởi tổ chức "Department of Parks and Wildlife" của chính phủ Tây Úc.

## Phân loại và đặt tên
Loài này được mô tả lần đầu và chính thức vào năm 1859 bởi nhà thực vật học người Úc gốc Đức Ferdinand von Mueller, người đã đặt tên cho nó là Chloanthes atriplicina. Mô tả này đã được xuất bản trong cuốn Fragmenta phytographiae Australiae từ việc quan sát một mẫu vật được Augustus Oldfield thu thập ở gần sông Murchison. Năm 1870, George Bentham đổi tên thành Pityrodia atriplicina nhưng vào năm 2011, Barry Conn và Murray Henwood đã đổi tên thành Quoya atriplicina và công bố sự thay đổi trong Australian Systematic Botany.